# 151
Cette page concerne l'année 151  du calendrier julien. Pour l'année 151 av. J.-C., voir 151 av. J.-C. Pour le nombre 151, voir 151 (nombre).
L'année 151 est une année commune qui commence un jeudi.

## Événements
- 1er janvier : début à Rome du consulat des deux frères Quintilii, Sextus Quintilius Condianus et Sextus Quintilius Valerius Maximus[1].